# Kevin Olusola
Kevin Olusola, né le 5 octobre 1988 à Owensboro (Kentucky, États-Unis), est un musicien, beatboxer, violoncelliste, rappeur, producteur de disques, chanteur et auteur-compositeur américain. Olusola est surtout connu comme le beatboxer et un des chanteurs du groupe vocal Pentatonix. Après que le groupe a remporté The Sing-Off de NBC en 2011, ils ont sorti cinq albums, qui figurent tous dans le top 5 des classements du Billboard 200, ont vendu plus de 2 millions de disques  et ont amassé plus de deux milliards de vues sur leur chaîne YouTube. 
Olusola est maître dans l'art du « celloboxing » (jouer du violoncelle et du beatboxing simultanément). Sa version de celloboxing de « Julie-O » de Mark Summer est devenue célèbre en avril 2011, ce qui l'a amené à rentrer dans le groupe de Pentatonix. Olusola a joué dans des festivals de musique classique comme la Biennale de violoncelle d'Amsterdam et le Kronberg Academy Festival, a ouvert la conférence TED à Vancouver et a été choisi par Quincy Jones pour le représenter en concert au Festival de Jazz de Montreux en  2012 sur le même programme que Bobby McFerrin et Chick Corea.    
Olusola parle couramment le mandarin. 

## Biographie
Olusola est né à Owensboro, dans le Kentucky. Son père est Oluwole Olusola, un psychiatre d'origine nigériane, et de Curline Paul, une infirmière d'origine grenadine. À cette époque, son père venait d'intégrer une école de médecine au Nigéria et un stage à Trinité-et-Tobago à l'Université de Loma Linda, où il a rencontré sa femme pendant qu'elle faisait son MPH.Il a également une sœur, Candace. Ils vivent à Philadelphie, en Pennsylvanie, pour que son père termine sa résidence au Albert Einstein Medical Center (où le frère de Kevin, Kellon est né ).  
Olusola commence ses études à la Greater Philadelphia Junior Academy, mais sa famille déménage à Owensboro, au Kentucky, où il a été élevé. Il fréquente la Triplett School, une école à Montessori, pendant une courte période avant que ses parents ne le transfèrent au système de l'école publique d'Owensboro pour leur programme de mathématiques accéléré . Il a décidé de s'inscrire à la Phillips Academy Andover pour la 11e année (année supérieure).   
Il a vécu à Pékin pendant 6 mois dans le cadre d'un programme conjoint PKU-Yale pendant sa deuxième année, puis a pris un congé pendant l'année scolaire 2009-2010 sur la bourse Yale's Light Fellowship pour étudier le chinois intensif. Il a travaillé comme moniteur de livres à la bibliothèque de l'École de droit de Yale et comme moniteur de salle de pratique à l'École de musique de Yale. Il est diplômé de Yale en 2011,.

## Carrière musicale

### 1988-2010: débuts de carrière
Les parents d'Olusola ont découvert son talent musical à l'âge de six mois et ont décidé de le mettre en cours de musique. Il a commencé le piano à 4 ans, le violoncelle à 6 ans et le saxophone alto à 10 ans. Il a été fortement impliqué dans les programmes de musique tout au long de l' école primaire à Owensboro, dans le Kentucky, à l' école et la communauté participant à la bande de jazz, fanfare, orchestre d'harmonie, orchestre et orchestre des jeunes de la communauté. Quand Olusola a 12 ans, il est sélectionné comme saxophoniste principal du United States Collegiate Wind Band et a fait une tournée en Europe pendant l'été pendant trois semaines. Il a également été violoncelliste principal du Kentucky State Youth Orchestra et a reçu la plus haute distinction à la Kentucky Governor's School for the Arts . Il a joué en solo et joué dans un trio avec piano au Carnegie Hall.   

### 2010 à aujourd'hui:Pentatonix

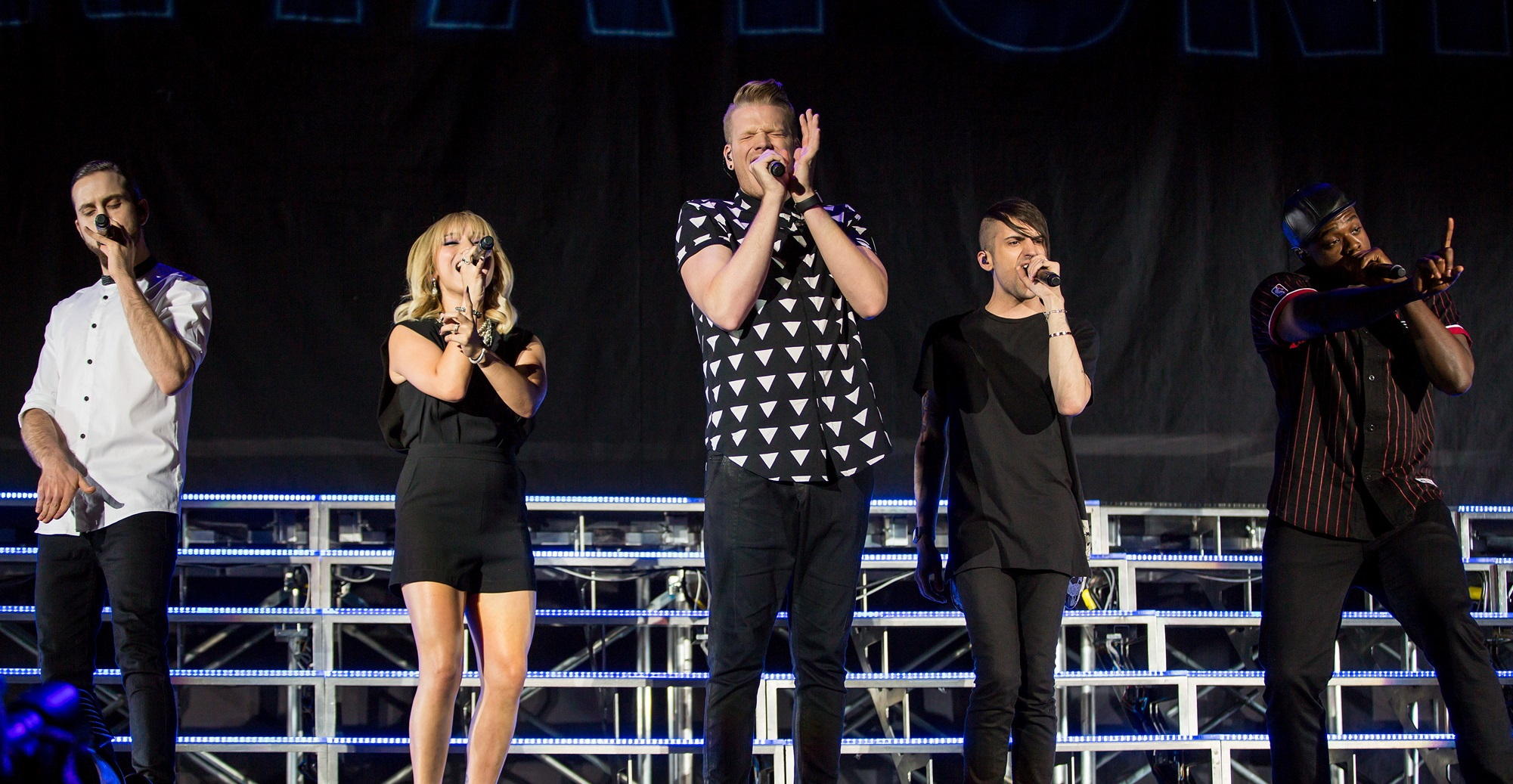
Le groupe Pentatonix en concert en 2015. Tout à droite, Kevin Olusola.

Après le séjour académique d'Olusola en Chine, il passe l'été à travailler sur sa version celloboxing de "Julie-O" de Mark Summer en 2010 tout en vivant dans l'appartement d'un ami chinois. Il a continué à travailler dessus tout au long de l'année et a décidé de passer une audition dans des écoles de musique avec sa reprise. Il a finalement décidé de s'inscrire au Berklee College of Music. Olusola (ainsi que la star de YouTube Sam Tsui ) a été nommé pour un prix de remise des diplômes et enregistré "Julie-O" sur vidéo avec l'aide de Tsui. Olusola a publié la vidéo le 14 avril 2011 et, la deuxième semaine, la vidéo avait atteint le numéro 6 sur Reddit et était devenue une vidéo très vue sur Internet, appréciée au niveau national et international.    
Au moment où la vidéo devenait virale, Olusola a été contacté par Scott Hoying, impressionné par sa musicalité et ses talents de beatbox. Hoying formait un groupe avec Kirstie Maldonado, Mitch Grassi et Avi Kaplan pour participer à la saison 3 de The Sing-Off de NBC, etvoulait qu'Olusola se joigne à leur groupe. Le deuxième week-end après avoir obtenu son diplôme, Olusola a rencontré le groupe la veille de l'audition, et Pentatonix est né. Le groupe a remporté le titre Sing-Off le 28 novembre 2011, ce qui leur a valu un contrat d'enregistrement avec Sony Music Entertainment et un prix de 200 000 $. Le groupe a immédiatement déménagé à Los Angeles pour enregistrer leur premier album avec le producteur Ben Bram. Leur premier EP, PTX, Volume 1, a été publié le 26 juin 2012, se classant au 14e rang du classement américain Billboard 200 et au 5e rang du classement numérique. Il s'est vendu à 20 000 exemplaires au cours de sa première semaine de sortie. Ils ont entamé une tournée à l'automne 2012 et ont sorti leur EP de Noël, PTXmas, le 13 novembre 2012. Le groupe s'est d'ailleurs spécialisé dans les chants de Noël, ce qui leur a donné un nouveau style apprécié par leurs auditeurs.  
Après leur tournée hiver-printemps 2013, Pentatonix est retourné au studio pour terminer leur deuxième album, PTX, Vol. II,. Olusola est devenu plus intéressé par l'écriture et la production de chansons, en particulier par la façon dont la percussion corporelle pouvait être utilisée comme rythme. Olusola a co-écrit quatre des chansons de l'album, Natural Disaster, Love Again, Hey Momma / Hit the Road Jack et Run to You . L'album est sorti le 5 novembre 2013 et a fait ses débuts au numéro dix sur le Billboard 200, se vendant à 31 000 exemplaires la première semaine. L'album de Noël, en outre étiqueté "Deluxe Edition", contenait deux pistes supplémentaires. L'un d'eux, The Little Drummer Boy, a figuré dans plusieurs catégories de Billboard, et numéro un sur le classement "Holiday 100". Il est devenu la quatrième chanson de vacances la plus élevée du Hot 100 dans l'histoire du Billboard.  
Olusola a également sorti un EP solo début 2015, intitulé The Renegade EP . Il figurait n ° 1 sur le tableau des albums classiques Billboard et le tableau classique Apple iTunes. 
Le 8 février 2015, Pentatonix a remporté un Grammy dans la catégorie "Meilleur arrangement, instrumental ou a cappella " pour leur chanson "Daft Punk", un medley de Daft Punk,. Le 12 février 2017, Pentatonix a remporté un Grammy dans la classe "duo" pour "Jolene" avec Dolly Parton.